# کوئیچی ساتو
کوئیچی ساتو (ژاپنی: 佐藤 洸一؛ زادهٔ ۲۸ نوامبر ۱۹۸۶) یک بازیکن فوتبال اهل ژاپن است.
از باشگاه‌هایی که در آن بازی کرده‌است می‌توان به باشگاه فوتبال گیفو، باشگاه فوتبال و-واران ناگاساکی، باشگاه فوتبال زویگن کانازاوا و باشگاه فوتبال ونتفورت کوفو اشاره کرد.